# Laila Rihte

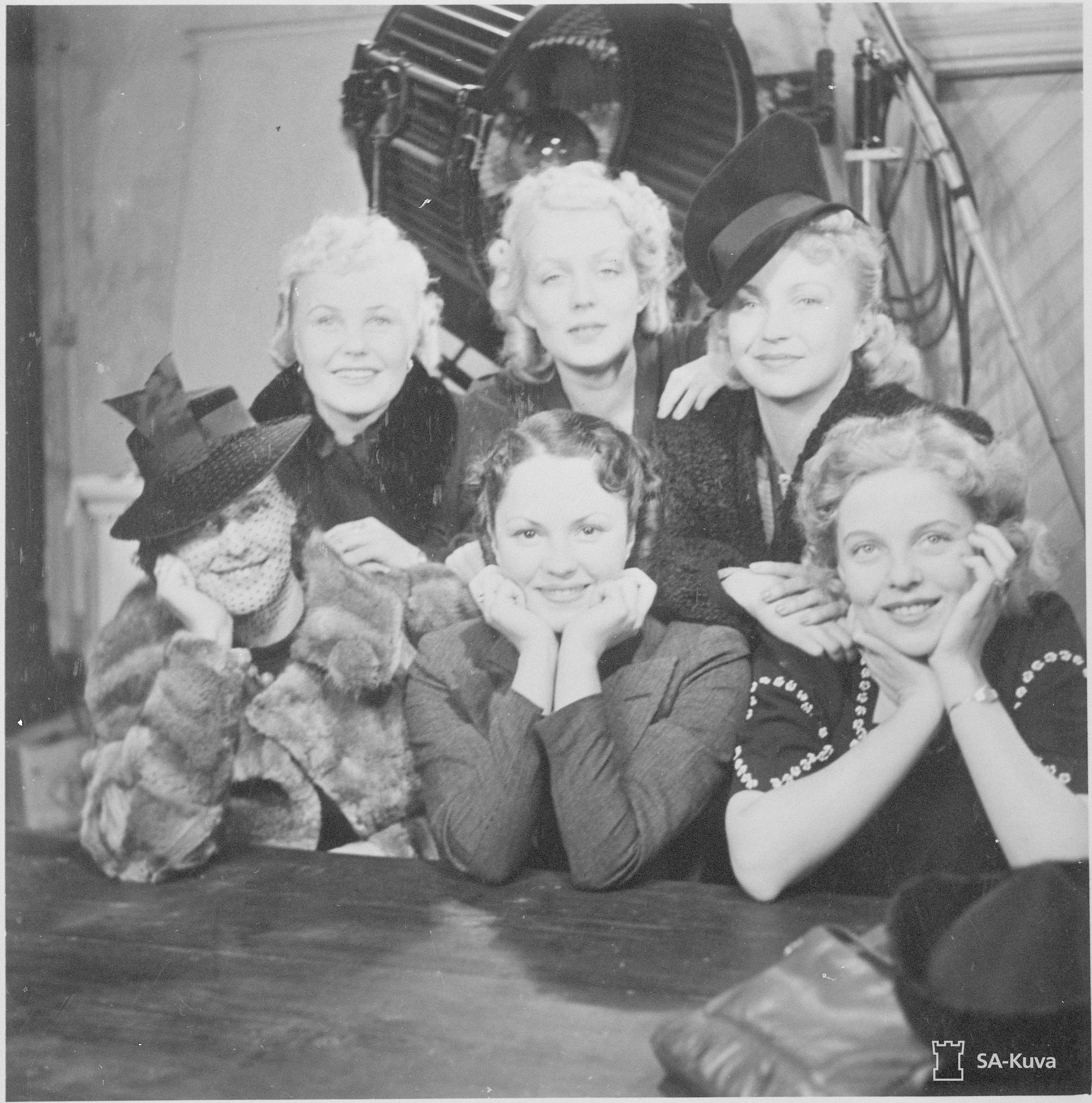

Laila Rihte, född Richter 21 april 1912 i Orimattila, död 4 maj 1985 i Helsingfors, var en finländsk skådespelerska. Mellan 1933 och 1976 medverkade Rihte i 86 filmer och två TV-serier.

## Filmografi (urval)[2]
- De 45000, 1933
- Österbottningar, 1936
- Under knutpiskan, 1939
- SF-paraati, 1940
- Niin se on, poijaat!, 1942
- Laivasto tulee (TV-serie), 1960
- Naapurilähiö (TV-serie), 1969–1976